# Connie Walther
Cornelia Walther, bekannt als Connie Walther (* 17. September 1962 in Darmstadt) ist eine deutsche Filmregisseurin und Drehbuchautorin.

## Leben
Connie Walther studierte nach dem Abitur in Marburg Soziologie und Spanisch und absolvierte danach eine Ausbildung als Werbefotografin in Düsseldorf. Sie arbeitete als Beleuchterin, Produktions- und Regieassistentin unter anderem mit den Regisseuren Wolfgang Becker und Dominik Graf. Zu den Filmen, an denen sie dabei beteiligt war, gehören Wilder Westerwald und Ex (beide 1995) sowie Das Leben ist eine Baustelle (1997). An der Deutschen Film- und Fernsehakademie Berlin studierte sie Regie. 1996 drehte sie hier ihren Abschlussfilm Das erste Mal mit Lavinia Wilson in der Hauptrolle, der als „beste Examensarbeit einer deutschen Filmakademie“ ausgezeichnet wurde.
Für ihren Fernsehfilm Hauptsache Leben wurde sie 1999 zusammen mit der Hauptdarstellerin Renée Soutendijk mit dem Adolf-Grimme-Preis ausgezeichnet. Ihr Kinofilm Wie Feuer und Flamme wurde für den Deutschen Filmpreis 2002 in der Kategorie Bester Film nominiert. Mit Katja Flint in der Titelrolle verfilmte sie nach einem Drehbuch von Friedrich Ani den Krimi Mord in aller Unschuld. Für 12 heißt: Ich liebe dich, die ungewöhnliche Liebesgeschichte zwischen einem Stasi-Offizier und seinem Opfer, erhielt sie den Deutschen Fernsehpreis 2008 in der Kategorie Beste Regie. Walthers Fernsehfilm Frau Böhm sagt Nein mit Senta Berger und Lavinia Wilson in den Hauptrollen greift die Umstände der Mannesmann-Übernahme auf, wurde im November 2009 mit dem 3sat-Zuschauerpreis zum beliebtesten Fernsehfilm des Jahres gewählt und im März 2010 mit dem Adolf-Grimme-Preis ausgezeichnet.
Ihr 2009 gestarteter Kinofilm Schattenwelt mit Franziska Petri und Ulrich Noethen in den Hauptrollen thematisiert die Innenwelt der Tochter eines RAF-Terroropfers. Ex-RAF-Mitglied Peter-Jürgen Boock war als Autor am Projekt beteiligt.
Ihr Kinodrama Die Rüden über ein Resozialisierungs-Training für gewalttätige Straftäter hatte seine Uraufführung am 25. Oktober 2019 auf den Internationalen Hofer Filmtagen. Gefilmt wurde mit vier jungen Darstellern, die eigene Gefängniserfahrung mitbrachten, mit aggressiv-bissigen Hunden mit Maulkorb und einer Hundetrainerin, deren Projekt diese Konstellation für psychische Veränderungen ist.
Von 2002 bis 2005 war Connie Walther Dozentin an der Filmakademie Baden-Württemberg, der Deutschen Film- und Fernsehakademie Berlin und der Internationalen Filmschule Köln. Sie ist Mitglied der Deutschen Filmakademie, in deren Vorstand sie 2010 für eine sechsjährige Amtszeit gewählt wurde. Weiterhin ist sie Mitglied im Bundesverband Regie (BVR).
Connie Walther lebt in Berlin.

## Filmografie
- 1986: Sprechstunde
- 1989: La mémoire
- 1989: Killing Cam (Kurzfilm, nur Schauspielerin)
- 1992: Börsday Blues
- 1996: Das erste Mal (auch Drehbuch)
- 1998: Der Clown (Fernsehserie, Folge Feindschaft)
- 1998: Hauptsache Leben
- 1999: Tic Tac Toe und raus bist du
- 1999: Tatort: Offene Rechnung
- 2001: Wie Feuer und Flamme
- 2002: Das Duo – Im falschen Leben
- 2003: Und Tschüss, Ihr Lieben
- 2005: Tsunami oder die Maximale Mitmenschlichkeit
- 2006: Luginsland – Die im Herzen barfuß sind
- 2007: 12 heißt: Ich liebe dich
- 2008: Mord in aller Unschuld
- 2008: Schattenwelt (auch Drehbuch)
- 2009: Frau Böhm sagt Nein
- 2012: Zappelphilipp
- 2016: Die Hochzeit meiner Eltern
- 2019: Die Rüden
- 2020: Tatort: Leonessa

## Auszeichnungen
- 1997: Studio Hamburg Nachwuchspreis, 1. Preis für Das erste Mal[9]
- 1997: Lobende Erwähnung beim Prix Europa für Das erste Mal[10]
- 1999: Adolf-Grimme-Preis in Silber für Hauptsache Leben
- 2002: Nominierung für den Deutschen Filmpreis in der Kategorie Bester Film für Wie Feuer und Flamme
- 2002: Cinemagic WorldScreen Festival for Young People, Belfast, Bester Spielfilm für ein jugendliches Publikum für Wie Feuer und Flamme
- 2002: Internationales Frauenfestival Turin, Spezialpreis Giuria Giovani der Kritik (Kategorie Bester Film),  3. Preis in der Kategorie Bester Film, Silberne Schale der Region Piemont (Kategorie Bester Film) für Wie Feuer und Flamme
- 2002: Linea d'ombra Salerno Film Festival, Bester Spielfilm für ein Publikum unter 18 für Wie Feuer und Flamme
- 2008: Deutscher Fernsehpreis, Kategorie Beste Regie für 12 heißt: Ich liebe dich
- 2008: Fernsehfilmpreis der Deutschen Akademie der Darstellenden Künste für 12 heißt: Ich liebe dich
- 2009: Internationales Frauenfilmfestival Femina Rio de Janeiro, Beste Regie für Schattenwelt
- 2009: 3sat-Zuschauerpreis für Frau Böhm sagt Nein
- 2010: Adolf-Grimme-Preis in der Kategorie Fiktion für Frau Böhm sagt Nein
- 2010: Ernst-Schneider-Preis in der Kategorie Wirtschaft und Unterhaltung für Frau Böhm sagt Nein
- 2013: FIPA D'OR beim Festival International de Programmes Audiovisuels in Biarritz für Zappelphilipp